# Chorões da Tia Gê
A Agremiação Recreativa Carnavalesca Bloco Chorões da Tia Gê é um bloco carnavalesco da zona leste cidade de São Paulo, localizado no bairro da Vila Esperança, na Rua Doutor Heládio, nº 128. Foi fundado em 8 de dezembro de 1973, sendo considerado o bloco carnavalesco mais antigo da cidade São Paulo ainda em atividade. Suas cores são vermelho, amarelo e branco.
Desde 2018, a sede do bloco também passou a ser oficialmente reconhecida como ponto de cultura. O local realiza diversos projetos socioculturais, incluindo clubes de leitura, oficinas e cursos gratuitos.
O bloco foi campeão do Grupo Especial de Blocos da UESP nos anos de 2012, com o enredo "Respeitável público, o circo
do povo chegou!", 2013, com o enredo "Ser tão feliz, só no Pernambuco", e 2023, com o enredo "Arriba México, a vida é uma festa!".
No ano de 2022, o bloco participou do videoclipe de Maurício Musa, na canção "Bem-Vindo à Vila Esperança" que homenageia o bairro onde o cantor nasceu.

## História
A ideia de fundar um bloco carnavalesco na Vila Esperança surgiu após o Padre Carlos Augusto de Oliveira assistir aos desfiles do Carnaval na avenida São João, em 1973. O nome do bloco foi inspirado em Dona Geralda Duarte de Oliveira, uma matriarca da comunidade. Naquela época, quando as casas vizinhas eram tomadas por enchentes, as crianças ficavam em sua casa, daí surgiu o nome "Chorões da Tia Gê".
Em fevereiro de 1974, o Bloco Chorões da Tia Gê desfilou pela primeira vez no carnaval da Vila Esperança e tornou-se uma tradição na região. Grandes personalidades do samba, como Geraldo Filme e Osvaldinho da Cuíca, chegaram a fazer parte do bloco.
Em 1980, após seis anos de desfiles pelas ruas da região, o Bloco Chorões da Tia Gê se filiou à União das Escolas de Samba Paulistanas (UESP), passando a integrar o grupo de Blocos Pleiteantes. Com o enredo "Aurora da Liberdade", conquistou o primeiro lugar logo em sua primeira participação e foi promovida ao grupo de Blocos Especiais, onde permaneceu desde então.

## Carnavais
| Ano  | Colocação | Grupo | Enredo | Carnavalesco | Intérprete | Mestre de Bateria | Ref   |
| 1981 | Campeão | Blocos Pleiteantes | Aurora da Liberdade | | |                   |       |
| ---- | --- | --- | --- | --- | --- | ----------------- | ----- |
| 1982 | 6º lugar | Blocos Especiais | O Espetáculo continua (O Circo)                                                                                        | | |                   |       |
| 1983 | 5º lugar | Blocos Especiais | Raízes: Tribo da Ilusão                                                                                                | | |                   |       |
| 1984 | 3º lugar | Blocos Especiais | Vamos de Frevo | | |                   |       |
| 1985 | 5º lugar | Blocos Especiais | Folia de Reis | | |                   |       |
| 1986 | 4º lugar | Blocos Especiais | Mil e Uma Noites do Prazer Paulistanas                                                                                 | | |                   |       |
| 1987 | Vice-campeão | Blocos Especiais | Quilombo dos Palmares                                                                                                  | | |                   |       |
| 1988 | 3º lugar | Blocos Especiais | Aurora da Liberdade | | |                   |       |
| 1989 | 6º lugar | Blocos Especiais | O Califa dos Califas                                                                                                   | | |                   |       |
| 1990 | 6º lugar | Blocos Especiais | Exaltação a Escola de Samba Nenê de Vila Matilde                                                                       | | |                   |       |
| 1991 | 6º lugar | Blocos Especiais | A Palhaçada (Caso Lhe Sirva a Carapuça)                                                                                | | |                   |       |
| 1992 | 7º lugar | Blocos Especiais | Os Baluartes do Samba – Do Esplendor da Paulicéia, um Novo Canto Faz Magia                                             | | |                   |       |
| 1993 | 4º lugar | Blocos Especiais | Sua Majestade, o Torcedor                                                                                              | | |                   |       |
| 1994 | 5º lugar | Blocos Especiais | No Embalo do Frevo | | |                   |       |
| 1995 | 8º lugar | Blocos Especiais | Assombração em Fitas                                                                                                   | | |                   |       |
| 1996 | 7º lugar | Blocos Especiais | O Homem Nasce, Cresce, Fica Bobo e Casa                                                                                | | |                   |       |
| 1997 | 7º lugar | Blocos Especiais | Tribo dos Chorões – A Celebração da Fumaça                                                                             | | |                   |       |
| 1998 | 8º lugar | Blocos Especiais | Cadê você Chorões? | | |                   |       |
| 1999 | 6º lugar | Blocos Especiais | Tem Festança No Arraiá                                                                                                 | | |                   |       |
| 2000 | 4º lugar | Blocos Especiais | Vila Esperança Meu Primeiro Amor                                                                                       | Franco Bueno | Sulú |                   |       |
| 2001 | 6º lugar | Blocos Especiais | Só por vaidade | Franco Bueno | Sulú |                   |       |
| 2002 | 7º lugar | Blocos Especiais | As quatro estações (Ouça os povos da Floresta)                                                                         | Franco Bueno | Sulú |                   |       |
| 2003 | 3º lugar | Blocos Especiais | O Sagrado no Profano, 30 Anos em Busca da Paz                                                                          | Franco Bueno | |                   |       |
| 2004 | Vice-campeão | Blocos Especiais | Paulistano da Augusta... Sou Chorões Cabra da Peste                                                                    | Franco Bueno | |                   |       |
| 2005 | 7º lugar | Blocos Especiais | Tem farofa na areia | Franco Bueno | Beto Gil |                   |       |
| 2006 | 7º lugar | Blocos Especiais | Se essa rua fosse minha (Rua Evans)                                                                                    | Franco Bueno | |                   |       |
| 2007 | 3º lugar | Blocos Especiais | Pirataria... Muito além da fantasia                                                                                    | Franco Bueno | |                   |       |
| 2008 | 7º lugar | Blocos Especiais | Da encenação da abolição ao quilombo Tia Gê                                                                            | Franco Bueno | |                   |       |
| 2009 | 11º lugar | Blocos Especiais | Na luta pela preservação: Ilha Bela minha inspiração                                                                   | Franco Bueno | |                   |       |
| 2010 | 14º lugar | Blocos Especiais | Deixe a vida seguir em frente, doe órgãos!                                                                             | Franco Bueno | |                   |       |
| 2011 | 3º lugar | Blocos Especiais | Nem só de futebol vive a Espanha                                                                                       | Franco Bueno | |                   |       |
| 2012 | Campeão | Blocos Especiais | Respeitável público, o circo do povo chegou!                                                                           | Franco Bueno | Vitinho |                   | [ 8 ] |
| 2013 | Campeão | Blocos Especiais | Ser Tão Feliz, Só No Pernambuco                                                                                        | Franco Bueno | |                   |       |
| 2014 | 5º lugar | Blocos Especiais | 40 Anos de alegria, e uma eterna saudade!                                                                              | Franco Bueno | |                   |       |
| 2015 | 6º lugar | Blocos Especiais | Sou carnaval, sou folia, sou bloco, sou Bahia!                                                                         | Franco Bueno | | William "Tilinho" |       |
| 2016 | 10º lugar | Blocos Especiais | Atenção Creuzebeck... Vai começar a baixaria!                                                                          | Franco Bueno | | William "Tilinho" |       |
| 2017 | 8º lugar | Blocos Especiais | De braços abertos para o mundo!                                                                                        | Franco Bueno | | Lucas Gualtieri   |       |
| 2018 | Vice-campeão | Blocos Especiais | Doutores da Alegria | Franco Bueno | | Lucas Gualtieri   |       |
| 2019 | 6º Lugar | Blocos Especiais | Oh! Linda Olinda | Franco Bueno | | Lucas Gualtieri   |       |
| 2020 | 3º Lugar | Blocos Especiais | Tem festança no arraiá da Tia Gê                                                                                       | Franco Bueno | Sergio Oliveira | Renan Almeida     |       |
| 2021 | Inicialmente adiados para o mês de julho, os desfiles do Carnaval 2021 foram cancelados devido a pandemia de Covid-19. | Inicialmente adiados para o mês de julho, os desfiles do Carnaval 2021 foram cancelados devido a pandemia de Covid-19. | Inicialmente adiados para o mês de julho, os desfiles do Carnaval 2021 foram cancelados devido a pandemia de Covid-19. | Inicialmente adiados para o mês de julho, os desfiles do Carnaval 2021 foram cancelados devido a pandemia de Covid-19. | Inicialmente adiados para o mês de julho, os desfiles do Carnaval 2021 foram cancelados devido a pandemia de Covid-19. |                   | [ 9 ] |
| 2022 | 7º Lugar | Blocos Especiais | Andar com fé eu vou | Franco Bueno | Sergio Oliveira | Renan Almeida     |       |
| 2023 | Campeão | Blocos Especiais | Arriba México, a vida é uma festa!                                                                                     | Franco Bueno | Sergio Oliveira | Rui Infante       |       |
| 2024 | | Blocos Especiais | Festejos! | Franco Bueno | Sérgio Oliveira | Rui Infante       |       |